# Centrorhynchus atheni
Centrorhynchus atheni är en hakmaskart som beskrevs av Gupta och Fatma 1983. Centrorhynchus atheni ingår i släktet Centrorhynchus och familjen Centrorhynchidae. Inga underarter finns listade i Catalogue of Life.